# Valras-Plage

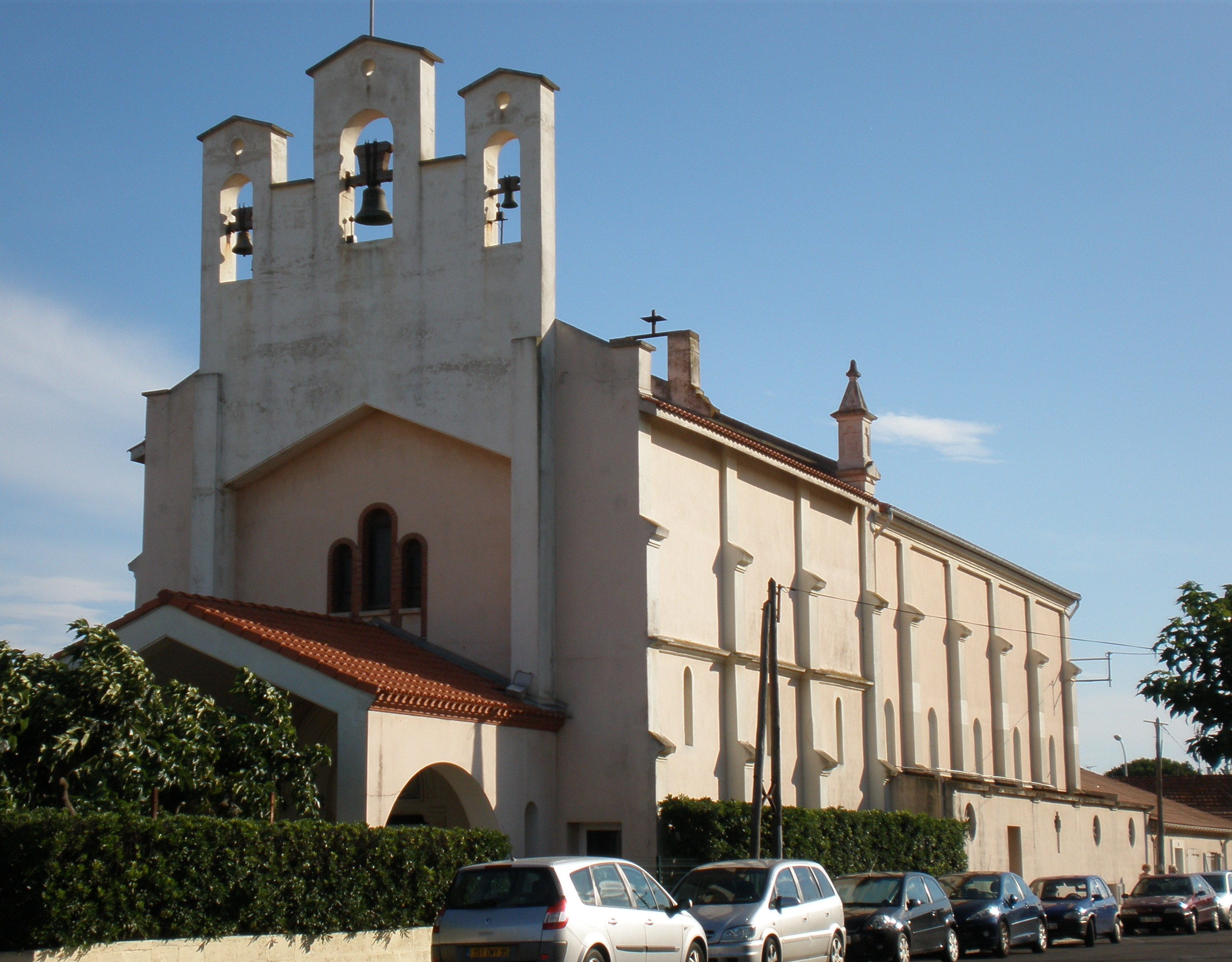
Kościół w Valras-Plage, 2011

Valras-Plage – miejscowość i gmina we Francji, w regionie Oksytania, w departamencie Hérault.
Według danych na rok 1990 gminę zamieszkiwały 3043 osoby, a gęstość zaludnienia wynosiła 1295 osób/km² (wśród 1545 gmin Langwedocji-Roussillon Valras-Plage plasuje się na 127. miejscu pod względem liczby ludności, natomiast pod względem powierzchni na miejscu 1103.).

## Populacja

Populacja Valras-Plage w latach 1962-2008